# Epley-Manöver

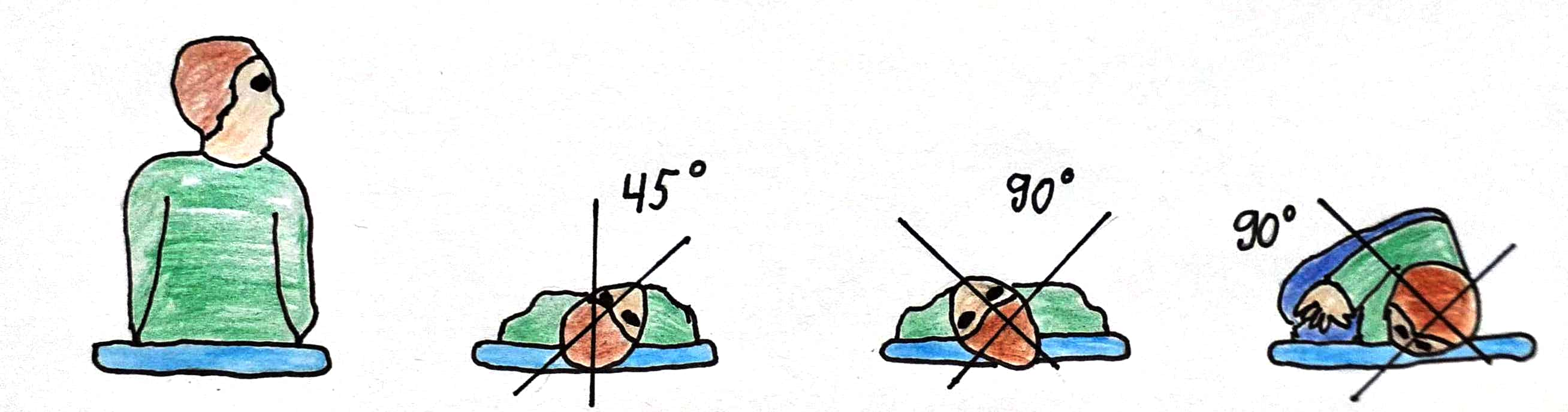
Illustration des Epley-Manövers

Das Epley-Manöver ist eine Methode zur Behandlung des gutartigen Lagerungsschwindels. Sie wurde von John M. Epley (1930–2019) im Jahr 1992 unter dem Namen Canalith Repositioning Procedure (CRP) erstmals beschrieben.
Ziel des Manövers ist es, durch eine Abfolge von definierten Bewegungen die Otolithen, die der Erkrankung zugrunde liegen, mit Hilfe der Schwerkraft aus den Bogengängen des Innenohrs zu bewegen. Die Wirksamkeit wurde in mehreren Studien belegt. Die von Epley vorgeschlagene Bewegungsfolge wurde inzwischen von weiteren Autoren modifiziert.

## Beschreibung
Es handelt sich um mehrere nacheinander ausgeführte 90°-Drehungen des Kopfes um verschiedene Achsen, jeweils in einer Bogengangebene:
Zunächst sitzt der Patient auf der Untersuchungsliege und dreht den Kopf 45° zur betroffenen Seite. Dann legt er sich rasch um 90° zurück und senkt den Kopf zusätzlich um bis zu 30° über die hintere Kante der Liege (eine leichte Überstreckung genügt im Allgemeinen). Der Patient liegt nun auf dem Rücken, das betroffene Ohr ist unten. Der Untersucher kann einen Nystagmus beobachten (die Ausführung bis jetzt entspricht der Dix-Hallpike-Lagerungsprobe, die zur Diagnose verwendet wird).
Nachdem der Patient etwa eine Minute so positioniert bleibt, dreht er dann den Kopf um 90° zur Gegenseite und bleibt in dieser Lage wieder eine Minute. Dann dreht er Körper und Kopf gemeinsam noch einmal um 90° auf die Seite des Kopfes, sodass der Blick nun nach unten gerichtet ist. Die letzten beiden Drehungen führen zu einem Nystagmus zum betroffenen, oben liegenden Ohr, falls das Manöver erfolgreich war. Jetzt liegt der Patient auf der nicht betroffenen Seite mit dem gesunden Ohr zum Boden gerichtet.
Nach wiederum einer Minute des Wartens richtet sich der Patient komplett auf (ohne zuvor in die Rückenlage zurückzukehren) und sitzt zum Schluss des Manövers an der seitlichen Kante der Liege.
Bei etwa der Hälfte der Patienten führt bereits eine Anwendung zu Beschwerdefreiheit. Teilweise wird empfohlen, das Manöver dreimal täglich durchzuführen, wobei jeweils ein Verweilen von 30 Sekunden in jeder Position genügt.
Wichtig für den Erfolg der Behandlung ist die schnelle Ausführung der Bewegungen des Kopfes im Raum. Alle anderen Bewegungen können langsam ausgeführt werden. Entgegen der ursprünglichen Beschreibung von Epley führt eine zusätzliche Vibration am Mastoid nicht zu einer Verbesserung des Behandlungserfolges.